# Canon de 100 mm modèle 53
Das Geschütz Canon de 100 mm modèle 53 (auch 100-mm-Flugabwehr-Seezielgeschütz, 100-mm Creusot-Loire L/55) wurde in Frankreich entwickelt, in der französischen Marine verwendet und in viele Länder exportiert. Der letzte gebaute Typ des Geschützes (100-TR) wird in Frankreich noch auf den Fregatten der La-Fayette-Klasse eingesetzt.

## Entwicklung
Am Ende des Zweiten Weltkriegs war die französische Marine zwar mit Geschützen zahlreicher Kaliber ausgestattet, die meisten waren jedoch veraltet. Die Schiffseinheiten wurden unter Verzicht auf Schlachtschiffe und Kreuzer kleiner und die Geschütze mussten aufgrund der geringeren Anzahl an Bord daher ein breiteres Aufgabenspektrum abdecken: Sie mussten gleichermaßen zur See-, Land- und Flugzielbekämpfung geeignet sein und gerade für die Flugzielbekämpfung eine höhere Feuergeschwindigkeit wie auch schnellere vertikale und horizontale Richtgeschwindigkeiten erzielen. 1953 entwarf der Service Technique des Constructions et Armes Navales (STCAN) in Paris unter dem Ingenieur Tonnelé eine 100-mm-Mehrzweckkanone für den Einsatz gegen Ziele zu Land, zu Wasser und in der Luft. Das Geschütz sollte die bisherigen 57-mm- und 127-mm-Bordgeschütze der französischen Marine ersetzen und war mit einem Ladeautomaten ausgestattet.
Das erste Modell der Familie, „Modèle 53“, wurde 1958 auf der Korvette Le Brestois und Modifikationen später 1961 auf der Korvette Aviso Victor Schoelcher auf See getestet. Dieses Modell wurde auch für die Schiffe der Bundesmarine mit insgesamt 63 Türmen beschafft. Weitere Exportkunden waren Argentinien, Belgien, die Volksrepublik China, Portugal, die Türkei und Brasilien. Die Produktion und spätere Modernisierung der Geschütze wurde von mehreren Unternehmen, die ab Ende der 1960er-Jahre Umgliederungen, Aufkäufen und Übernahmen unterlagen, durchgeführt. Das waren unter anderem Creusot-Loire und GIAT, ein Unternehmen, das später in Nexter aufging.

## Baureihen

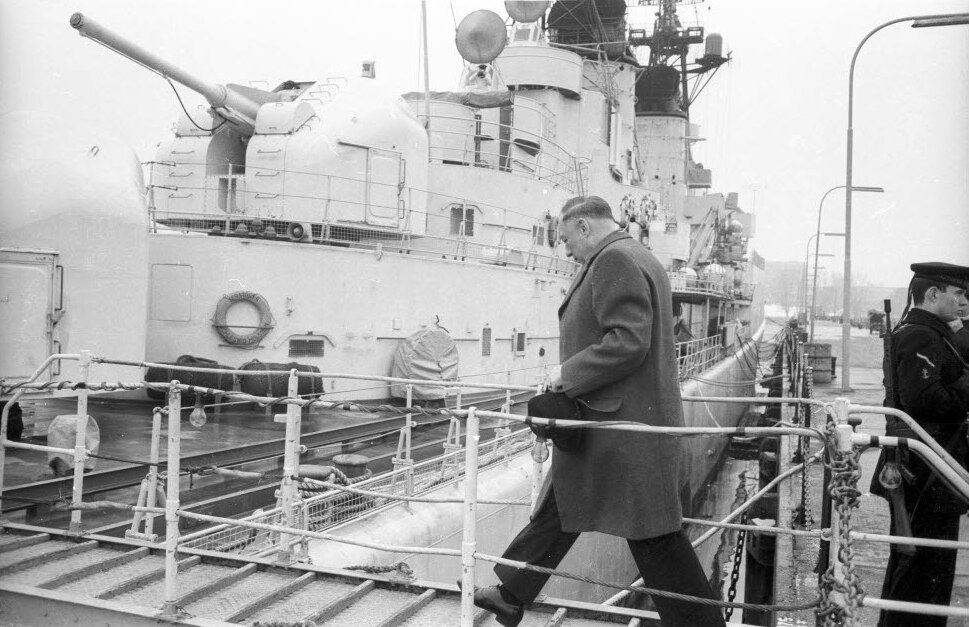
Modèle 53 auf dem Zerstörer Schleswig-Holstein um 1965

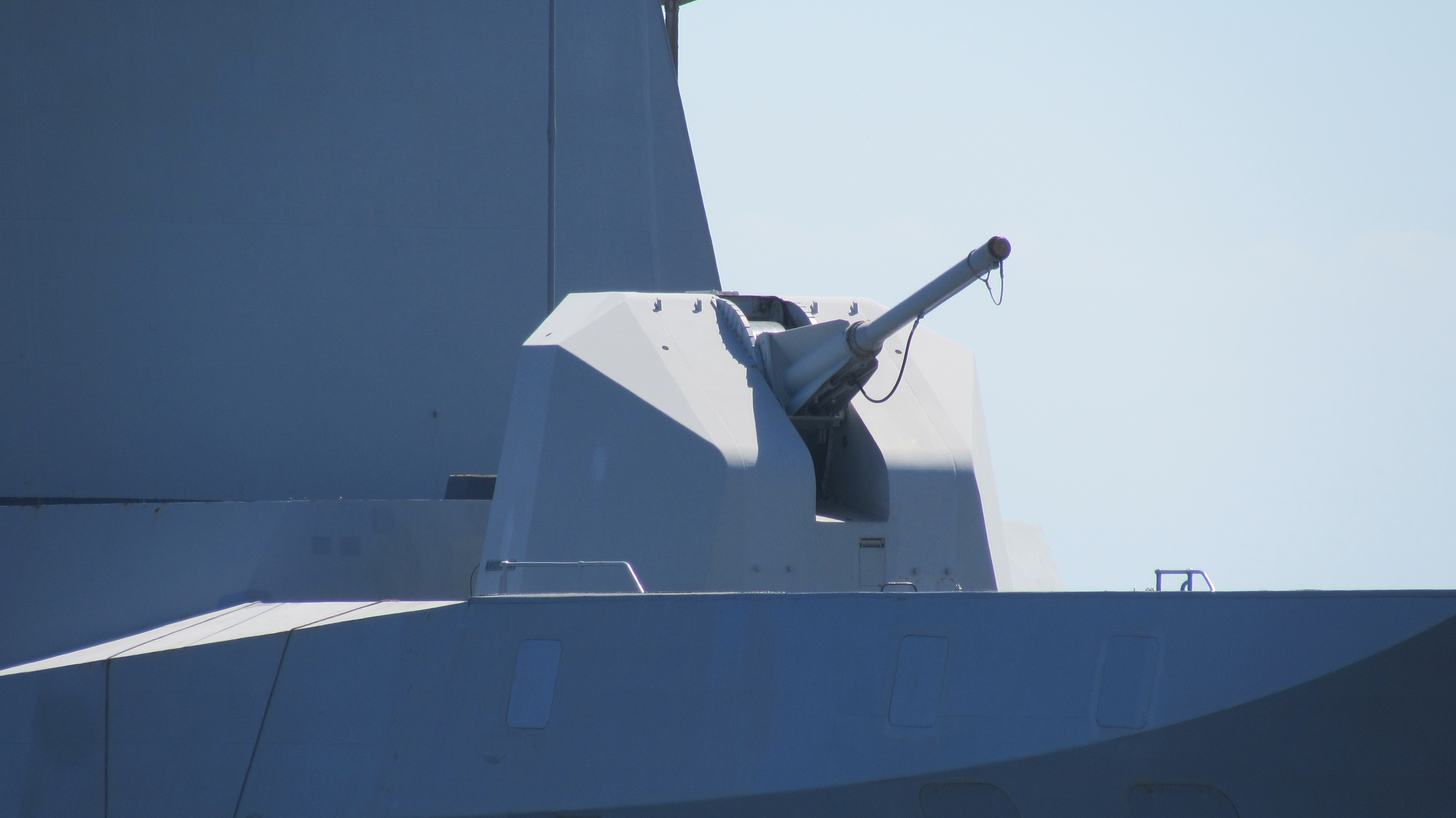
Modèle 100 TR auf der französischen Fregatte Guepratte

Seit der ersten Serie erfuhr der 100-mm-Turm mehrere Veränderungen. Dabei galt es insbesondere die Betriebssicherheit und die Feuergeschwindigkeit der Ladeautomatik zu verbessern. Auch die Munition wurde modernisiert und die Anbindung des Systems an Feuerleitrechner wurde optimiert.

### Modèle 53
Die erste Granate musste jeweils manuell geladen werden. Die nachfolgenden Schüsse nutzten die Rücklaufenergie, um automatisch nachzuladen. Feuergeschwindigkeiten bis zu 60 Schuss/min konnten erzielt werden. Dieser Typ wurde zunächst für die Bundesmarine beschafft.

### Modèle 64
Die Modifikationen erlaubten nun eine Feuergeschwindigkeit bis 78 Schuss/min.

### Modèle 68
Nunmehr wurde der Turm verschlankt und leichter ausgelegt, ein vollautomatischer Lader mit Munitionszuführung aus einem Magazin integriert, die Feuergeschwindigkeit jedoch wieder auf 60 Schuss/min reduziert. Des Weiteren wurde die Kühlung der Waffenanlage verbessert. Ein vollautomatischer, ferngesteuerter Betrieb wurde möglich. Eine manuelle Bedienung war nur als Redundanz für den Notfall vorgesehen.

### Modèle CADAM
CADAM (CADence AMelioré) bedeutet erhöhte Feuergeschwindigkeit. Erneut wird die Feuergeschwindigkeit auf 78 Schuss/min erhöht. Der Turm erfährt Modifikationen in der Außengestaltung.

### Modèle Compact
Die Waffe wurde ausschließlich in die Volksrepublik China, nach Malaysia, Portugal und Saudi-Arabien exportiert. Sie ist mit nur 14 t Gewicht leichter als das Modèle 68. Eine spätere Mk-2-Version hatte eine theoretische Feuergeschwindigkeit von 90 Schuss/min, jedoch war der Schießbetrieb auf 6-Schuss-Garben reduziert. In China wurde das Geschütz später für den Einsatz auf Zerstörern der Luyang-II-Klasse als Type 210 100mm unter Lizenz modifiziert, kam aber mit Indienststellung der Schiffe wegen mangelnder Zuverlässigkeit nicht mehr zum Einsatz.

### Modèle 100 TR
Diese Baureihe, TR (Technologie Rénovée- erneuerte Technologie) wird auch als 68/II bezeichnet. In den 1990er-Jahren sollte die Waffe noch einmal modernen Anforderungen, insbesondere den Bedürfnissen der neuen Fregattenklasse La Fayette, angepasst werden. Ziel war unter anderem eine Verbesserung der Zuverlässigkeit der Waffe und die Reduzierung der Radarsignatur des Turmes. Dazu erfolgte eine Kampfwertsteigerung aller Modèle-68-Geschütze, zunächst auf den Stand der Serie CADAM. Der Betrieb der Waffe ist vollautomatisch, auf manuelle Bedienung wird vollständig verzichtet. Der Turm wurde vollständig neu auf Basis von Verbundwerkstoffen konstruiert. Er erhielt zur Signalreduzierung eine eckige Stealth-Verkleidung. Die Magazinzuführung und Hebevorrichtungen wurden nochmals optimiert. In dieser Konfiguration wird die Waffe heute noch genutzt.

## Technische Daten

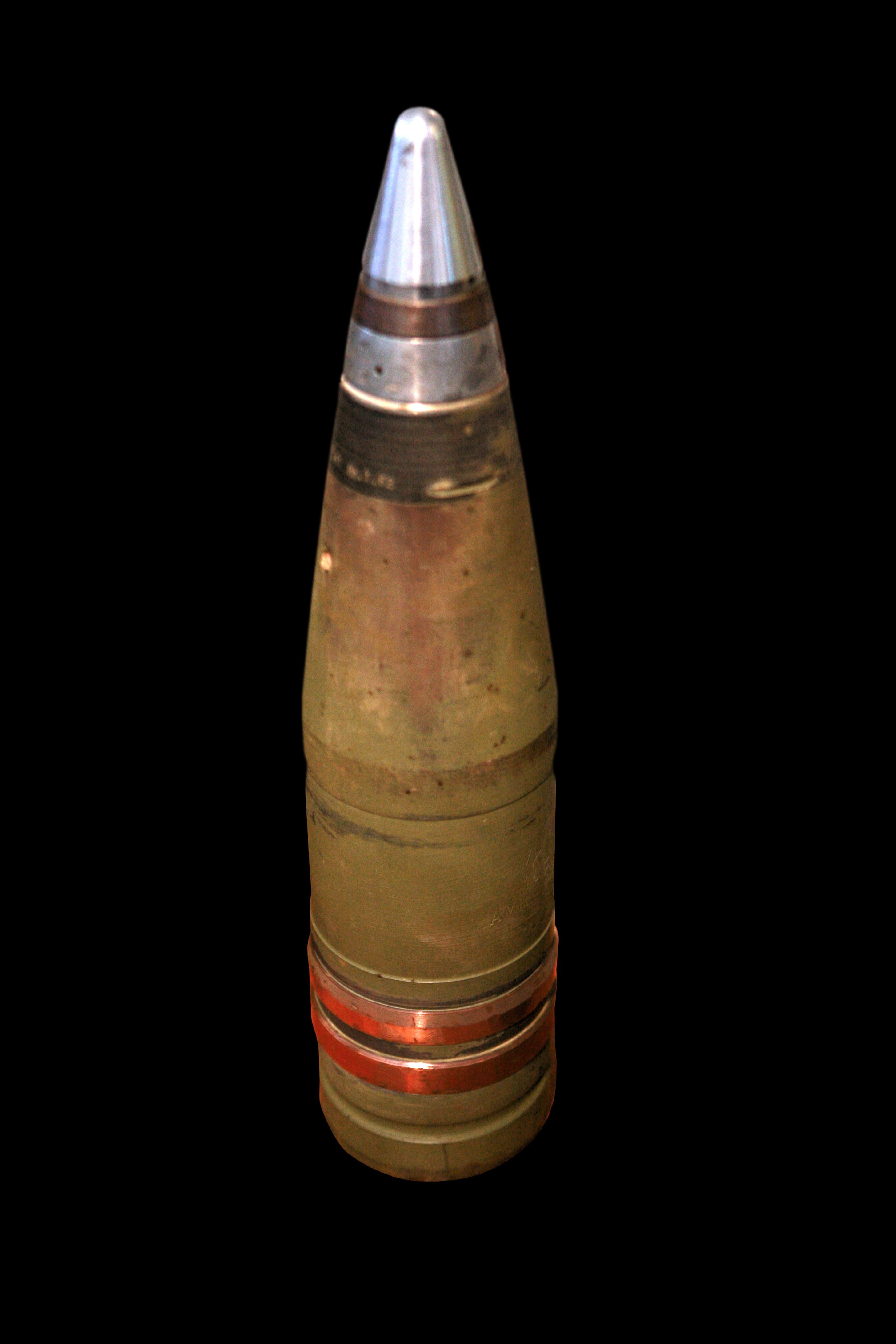
Gefechtsmunition des L/55-100-mm-Geschützes

Die technischen Daten variieren abhängig von der jeweiligen Baureihe.
- Kaliber: 100 mm/L55
- Granate: HE-Munition, Flugabwehrmunition (PFHE) und Leuchtmunition 100 mm × 700 mm
- Gewicht der Patrone: ca. 24 kg
- Gewicht des Turms: 22,4 t (M 53), 21 t (M 68, CADAM), 14 t (Compact), 22 t (100-TR)
- Richtgeschwindigkeiten: Horizontal: 40° pro Sekunde, vertikal: 29° pro Sekunde
- Mündungsgeschwindigkeit: 870 m/s
- Kadenz: 60 (M53, M68), 78 (M64, CADAM, 100-TR) bis 90 Schuss/Minute (Compact-Mk 2)
- Schussweite: maximal 17.000 m,  8.000 m gegen Flugziele in max. 6.000 m Flughöhe
- Munitionsvorrat: Je nach Schiffstyp 1.700 bis 3.500 Patronen
- Lebensdauer des Rohres: 3.000 – 6.000 Schuss (abhängig von der Intensität der Nutzung)[1][2][3][4]

## Nutzer
Das in Frankreich gefertigte Geschütz wurde in viele Länder exportiert oder mit gebrauchten Schiffen veräußert.
 Frankreich
Modèle 53/64: Ab Ende der 1950er Jahre auf den noch in Betrieb befindlichen Kreuzern der La-Galissonnière-Klasse (T56), dem Hubschrauberträger Jeanne d’Arc, den Zerstörern der Suffren-Klasse und den Fregatten der Commandant Rivière-Klasse.
Modèle 68/CADAM: Fregatten der Tourville-Klasse, U-Jagdfregatten der Georges-Leygues-Klasse, Hochseepatroillenboote der Estienne d'Orves-Klasse, Patrouillenfregatten der Floréal-Klasse, Flugabwehrzerstörer der Cassard-Klasse und dem Kreuzer Colbert
Modèle 100-TR: Fregatten der La-Fayette-Klasse
 Deutschland
Modèle 53: Bis Mitte der 1990er Jahre schiffsartilleristische Hauptbewaffnung der Zerstörer der Hamburg-Klasse, Fregatten der Köln-Klasse, Tender der Klassen 401 (Schnellboottender der Rhein-Klasse) und 402 (Minensuchboottender der Mosel-Klasse) sowie des Schulschiffs Deutschland.
 Malaysia
Modèle Compact: Fregatten der FS-1500-Klasse
 Portugal
Modèle Compact: Fregatten der Vasco-da-Gama-Klasse
 Argentinien
Modèle 68: Korvetten der Drummond-Klasse
 Volksrepublik China
Modèle Compact: Fregatten des Typ 053 Modifizierte Nachbauten in Lizenz als Typ 210 für die Zerstörer des Typ 052C wurden nicht mehr montiert.
 Saudi-Arabien
Modèle Compact: Fregatten der Al-Madinah-Klasse
 Belgien
Modèle 68: Fregatten der Wielingen-Klasse, bis zur Veräußerung an Bulgarien
 Bulgarien
Modèle 68: Fregatten der Drazki-Klasse, 2005 von Belgien erworbene Fregatten der Wielingen-Klasse
 Türkei
Modèle CADAM: Korvetten der Burak-Klasse
 Brasilien
Modèle 64: Flugzeugträger São Paulo

## Canon de 100 mm modèle 53 im Museum

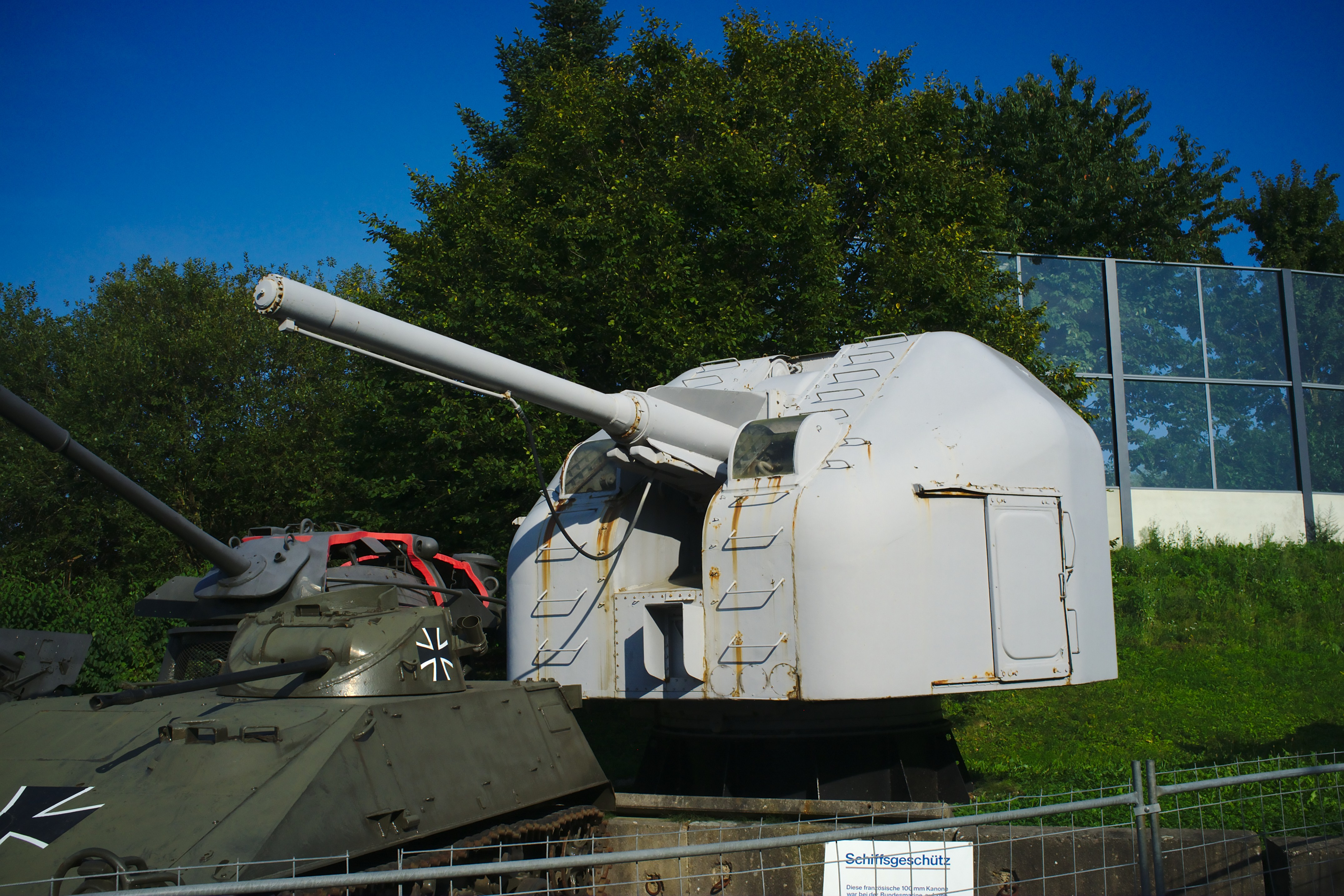
Versiegeltes Geschütz Modèle 53, ausgestellt als „Schiffsgeschütz“, TM-Sinsheim.
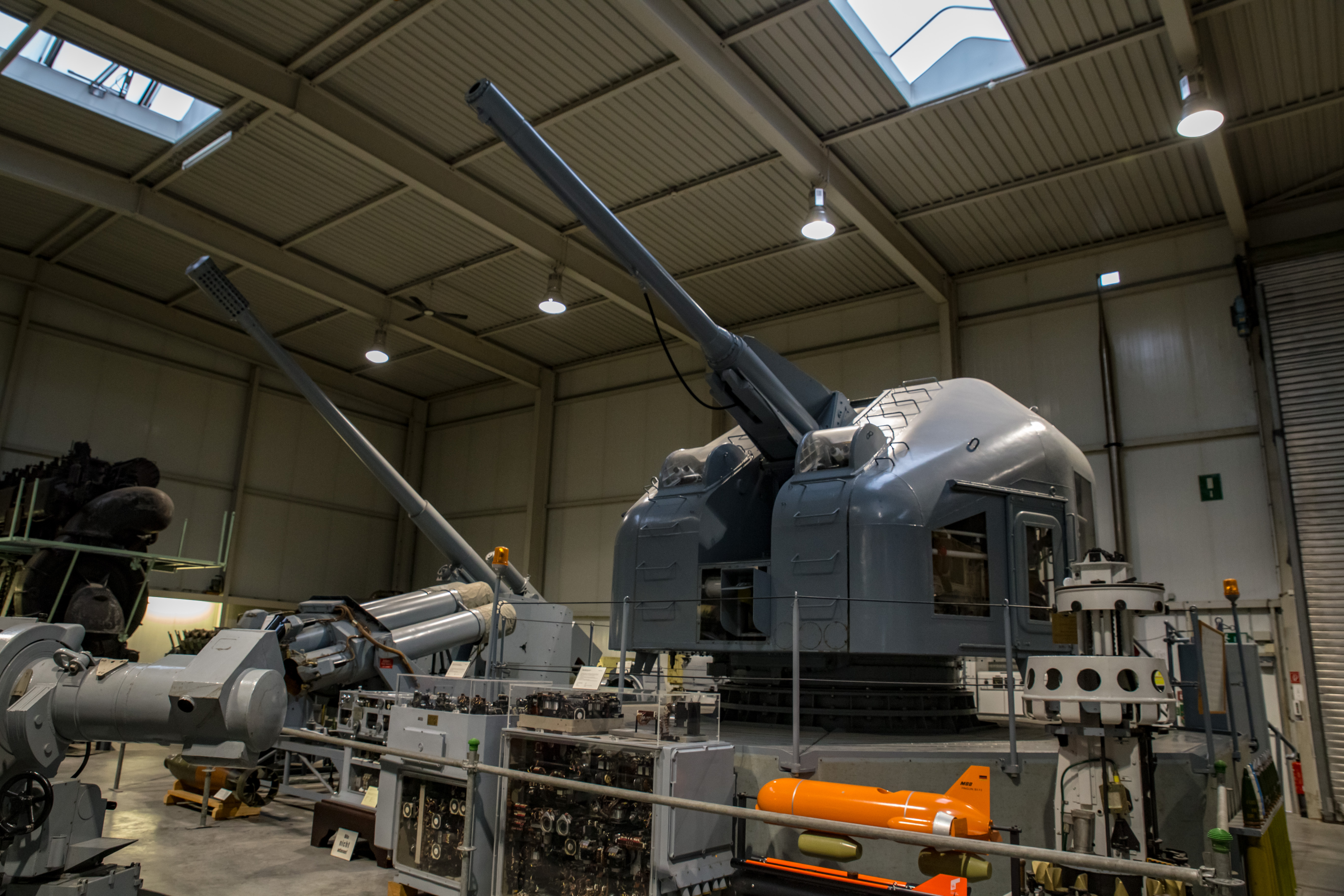
Funktionsfähiges Geschütz Modèle 53 mit Steuerelektrik, WTS-Koblenz.

Von den hier beschriebenen Varianten sind weltweit nur wenige Objekte in Museen erhalten. Dazu sind bekannt:
- Das Technik-Museum Sinsheim. Dort befindet sich ein Turm auf dem Außengelände.
- Die Wehrtechnische Studiensammlung Koblenz. Dort ist ein Turm mit der vollständig funktionsfähigen elektrischen Steuerung ausgestellt. Neben dem funktionsfähigen Turm wird auch die Steuerelektrik gezeigt.[1]